# 厚谷郁夫
厚谷 郁夫（あつや いくお、1939年（昭和14年）1月25日 - ）は、日本の化学者。理学博士（東北大学）。専門は分析化学。北見工業大学名誉教授。元北見工業大学学長。元財団法人オホーツク地域振興機構理事長。北海道函館市出身。

## 略歴
弘前大学文理学部を卒業し、東北大学大学院理学研究科博士課程修了。東北大学理学部助手。1971年（昭和46年）北見工業大学工学部助教授。1976年（昭和51年）同工学部教授。1996年（平成8年）北見工業大学6代学長に就任。2002年（平成14年）北見工業大学退官。同名誉教授。財団法人オホーツク地域振興機構理事長。東京農業大学生物産業学部客員教授（～2009年）。2015年 瑞宝中綬章受章。

## 研究
分析化学や環境科学を研究し、国連プロジェクトの摩周湖水質調査参加や網走支庁3市4町の下水処理に関する調査研究を行う

## 受賞歴
- 日本分析化学会学会賞（2006年）

## 著書
D. Betteridge, H.E. Hallam著・白井恒雄と共訳『機器分析化学の基礎(化学セミナー12巻)』（丸善, 1985年）